# Fumet
El fumet de peix, o simplement fumet, és un tipus de brou de peix incolor i de sabor suau que es fa amb peixos de roca, als que se li sol afegir una ceba i una branca d'api o una fulla de llorer o, de vegades, farigola. Se sol utilitzar els caps i despulles de peixos, d'entre els quals el rap per al fumet, és molt preuat, i pot tenir a més crancs petits "de fer paella". El fumet és una sopa per si mateixa, que es pot menjar amb una mica de pasta, arròs o les dues coses (típicament fideus gruixuts, amb l'arròs) però també serveix de base per a fer altres plats i especialment arrossos, com la paella, l'arròs a banda, etc. Es diferencia del suquet de peix en què aquest té més verdures, i en particular conté tomàquet que ja li dona un aspecte completament diferent, amb el seu color rogenc, i que sol tenir trossos de peix a dins, entre altres coses. Tots dos són molt típics i tradicionals a la cuina catalana.
Per a fer un bon fumet cal posar les despulles de peix, el cap de rap, i si es vol els crancs o els peixos sencers, en una olla amb l'aigua encara freda i la ceba tallada a trossos grans. Feu-lo bullir a foc lent durant uns vint minuts, retirant l'escuma que es formi a la superfície (són impureses), coleu-lo i feu-lo bullir uns minuts més.